# Groton (condado de Caledonia)
Groton es un lugar designado por el censo ubicado en el condado de Caledonia en el estado estadounidense de Vermont. En el año 2010 tenía una población de 437 habitantes.

## Geografía
Groton se encuentra ubicado en las coordenadas 44°12′31″N 72°11′41.78″O / 44.20861, -72.1949389.